# Ri Szongvon
Ri Szongvon (hangul: 리선권, handzsa: 李善權, RR: Ri Sŏn-gwŏn; 1960-as évek –) észak-koreai politikus és diplomata, aki a Haza Békés Újraegyesítéséért Bizottság elnöke volt. A médiajelentések szerint 2020 januárjában őt nevezték meg Ri Jongho külügyminiszter utódjaként.

## Pályafutása
Ri vezette az észak-koreai küldöttséget a több mint két év óta első magas szintű Korea-közi tárgyalásokon 2018 januárjában. Egykor Kim Jongcshol (Kim Yŏng-ch'ŏl) jobbkezeként ismerték, és 2006 októberében megjelent a Korea-közi munkaszintű katonai tárgyalások második fordulóján. A Koreai Néphadseregben is szolgált mint főezredes.

## Fordítás
Ez a szócikk részben vagy egészben  a   Ri Son-gwon című angol Wikipédia-szócikk fordításán alapul.  Az eredeti cikk szerkesztőit annak laptörténete sorolja fel. Ez a jelzés csupán a megfogalmazás eredetét és a szerzői jogokat jelzi, nem szolgál a cikkben szereplő információk forrásmegjelöléseként.